# Eymet
Eymet (okcitansko Aimet) je naselje in občina v francoskem departmaju Dordogne regije Akvitanije. Leta 2008 je naselje imelo 2.538 prebivalcev.

## Geografija
Kraj leži v pokrajini Périgord ob reki Dropt, 25 km južno od Bergeraca.

## Uprava
Eymet je sedež istoimenskega kantona, v katerega so poleg njegove, vključene še občine Fonroque, Razac-d'Eymet, Sadillac, Saint-Aubin-de-Cadelech, Saint-Capraise-d'Eymet, Sainte-Eulalie-d'Eymet, Sainte-Innocence, Saint-Julien-d'Eymet, Serres-et-Montguyard in Singleyrac s 4.415 prebivalci.
Kanton Eymet je sestavni del okrožja Bergerac.

## Zgodovina
Eymet, nekdanjo srednjeveško bastido, je ustanovil v letu 1270 toulouški grof Alphonse de Poitiers, brat francoskega kralja Ludvika IX..

## Zanimivosti
Eymet se nahaja na romarski poti v Santiago de Compostelo, imenovani Via Lemovicensis.
- ostanki nekdanje bastide,
- trdnjava Château d'Eymet iz 13. stoletja,
- Château de Pouthet iz 18. in 19. stoletja,
- neogotska cerkev Marijinega Vnebovzetja iz 19. stoletja,
- prvotno romanska cerkev sv. Magdalene v Cogulotu, prenovljena v 19. stoletju,
- cerkev sv. Martina v Rouquette iz 12. stoletja,
- srednjeveški most na reki Dropt.

- Trg Gambetta
- Južna vrata s
stolpom Monseigneur,
Château d'Eymet
- Cerkev Marijinega Vnebovzetja
- vitraž

## Pobratena mesta
- Grumello del Monte (Lombardija, Italija),
- North Hatley (Quebec, Kanada).